# Trung học phổ thông (Việt Nam)
Trung học phổ thông (THPT) hay còn gọi là phổ thông trung học (PTTH), cấp 3 là một bậc trong hệ thống giáo dục ở Việt Nam hiện nay, cao hơn tiểu học (cấp 1), trung học cơ sở (cấp 2) và thấp hơn cao đẳng hoặc đại học. Để tốt nghiệp bậc học này, học sinh phải vượt qua Kỳ thi trung học phổ thông quốc gia.

## Khái niệm
Trường phổ thông trung học hay còn được gọi là trường trung học phổ thông, là một loại hình đào tạo chính quy ở Việt Nam, dành cho lứa tuổi từ 15 tới 18 không kể một số trường hợp đặc biệt. Cấp phổ thông bao gồm các khối học: lớp 10 (năm thứ nhất), lớp 11 (năm thứ hai), lớp 12 (năm thứ ba). Sau khi học xong lớp 12, học sinh phải trải qua Kỳ thi tốt nghiệp THPT.
Trường trung học phổ thông được lập tại các địa phương trên cả nước. Người đứng đầu một ngôi trường được gọi là "Hiệu trưởng". Trường được sự quản lý trực tiếp của Sở Giáo dục và Đào tạo tỉnh hoặc thành phố trực thuộc Trung ương, điều này có nghĩa là Trường Trung học phổ thông ngang với Phòng Giáo dục quận huyện. Quy chế hoạt động do Bộ Giáo dục và Đào tạo ban hành.

## Các môn học
Học sinh học 8 môn học và hoạt động giáo dục bắt buộc, bao gồm:
1. Ngữ văn
2. Toán
3. Ngoại ngữ 1
4. Lịch sử
5. Giáo dục thể chất
6. Giáo dục Quốc phòng và An ninh
7. Hoạt động trải nghiệm, hướng nghiệp
8. Nội dung giáo dục của địa phương

Ngoài 8 môn học và hoạt động giáo dục bắt buộc, học sinh được đăng kí học thêm 4 môn lựa chọn trong các môn học gồm: 
1. Vật lí
2. Hoá học
3. Sinh học
4. Địa lí
5. Giáo dục Kinh tế và Pháp luật
6. Công nghệ (gồm hai định hướng: Công nghiệp và Nông nghiệp)
7. Tin học (gồm hai định hướng: Khoa học máy tính và Tin học ứng dụng)
8. Âm nhạc
9. Mĩ thuật

Trong các môn ở trên đây, học sinh được đăng kí học các chuyên đề học tập của ba trong số các môn bắt buộc và lựa chọn đang theo học (trừ các môn học và hoạt động giáo dục gồm: Ngoại ngữ 1; Giáo dục thể chất; Giáo dục Quốc phòng và An ninh; Hoạt động trải nghiệm, hướng nghiệp; Nội dung giáo dục của địa phương)
Ngoài ra, học sinh còn có thể lựa chọn học thêm hai môn Tiếng dân tộc thiểu số và Ngoại ngữ 2 (không bắt buộc).

## Về mô hình hoạt động

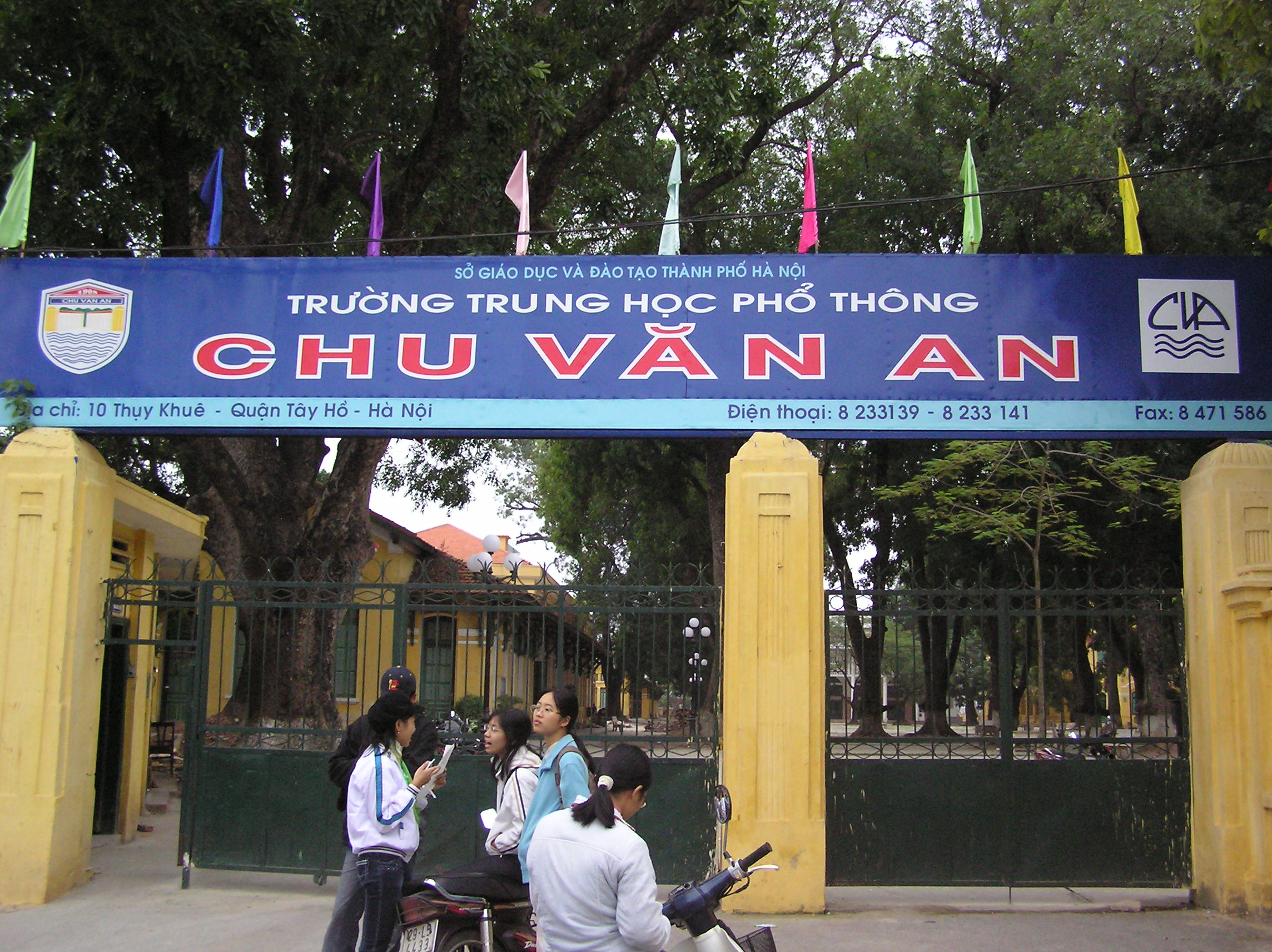
Trường Trung học phổ thông Chu Văn An, Hà Nội

- Trường phổ thông trung học dạy các môn học mang tính phổ thông, cơ bản nhưng ngày nay bên trong trường còn tổ chức các lớp chọn, lớp chuyên. Một số trường trung học là trường chuyên, chỉ đào tạo các học sinh năng khiếu.
- Giáo viên của trường này phải tốt nghiệp các trường Đại học Sư phạm, hoặc tương đương. Ở trường chuyên, tỉ lệ giáo viên trình độ thạc sĩ, tiến sĩ đều cao hơn 20%[cần dẫn nguồn]
- Học kỳ được chia làm hai, học kỳ đầu thường bắt đầu vào đầu tháng 9 kéo dài tới trước tết âm lịch (thường là tháng 1 năm sau); học kỳ hai thường bắt đầu từ trước Tết Nguyên đán (tết âm lịch) cho tới tháng 5.
- Sau khi kết thúc lớp 9, học sinh sẽ ôn tập, tham gia kỳ thi tuyển sinh hoặc đăng kí xét tuyển vào loại hình trường này, nếu không trúng tuyển (sau khi thi tuyển hoặc xét tuyển) vào trường THPT công lập thì sẽ nộp hồ sơ tuyển sinh vào các trường THPT tư thục, trung tâm giáo dục thường xuyên hoặc một số loại hình trường học khác.
- Sau khi sắp kết thúc cấp ba, học sinh sẽ được tập trung ôn tập cho kì thi tốt nghiệp với 4 môn gồm 2 môn thi bắt buộcː Ngữ văn, Toán và 2 môn thi lựa chọn từ các môn đã học ở lớp 12, gồm các môn sau: Vật lí, Hóa học, Sinh học, Địa lí, Giáo dục Kinh tế và Pháp luật, Công nghệ (theo học một trong hai định hướng: Công nghiệp hoặc Nông nghiệp), Tin học (theo học một trong hai định hướng: Khoa học máy tính hoặc Tin học ứng dụng), Ngoại ngữ (gồm một trong các môn: tiếng Anh, tiếng Trung Quốc, tiếng Nhật, tiếng Hàn, tiếng Nga, tiếng Đức, tiếng Pháp; riêng với môn Ngoại ngữ, thí sinh được lựa chọn làm bài thi ngoại ngữ khác với môn ngoại ngữ đang theo học trên trường).